# Felisberto Landim
Felisberto Landim (3. studenoga 1992.) je zelenortski rukometaš. Nastupa za klub C.F. Os Belenenses i zelenortsku reprezentaciju.
Natjecao se na Svjetskom prvenstvu u Egiptu 2021., gdje je reprezentacija Zelenortske Republike završila na posljednjem, 32. mjestu. Za reprezentaciju je postigao 2 pogotka i to 15. siječnja 2021. protiv Mađarske, kada je njegova momčad izgubila rezultatom 27:34.